# Římskokatolická farnost Drahotuše
Římskokatolická farnost Drahotuše je územní společenství římských katolíků s farním kostelem svatého Vavřince v děkanátu Hranice.

## Historie farnosti
První písemná zmínka o Drahotuších je z roku 1277, součástí města Hranic jsou od roku 1976. V době předbělohorské byla drahotušská farnost luterská. Současná podoba farního kostela pochází z let 1874 až 1788, kostel byl postaven na místě staršího kostelíka stejného zasvěcení.

## Duchovní správci
Současným duchovním správcem (prosinec 2019) je jako farář R. D. Mgr. Ing. Radomír Šidleja.

## Bohoslužby
| Kostel           | Místo     | Bohoslužba (den)     | Hodina                         | Poznámka     |
| ---------------- | --------- | -------------------- | ------------------------------ | ------------ |
| svatého Vavřince | Drahotuše | neděle pondělí pátek | 8.00 17.00 (zima)/18.00 (léto) | farní kostel |

## Aktivity ve farnosti
Ve farnosti se pravidelně̟ koná tříkrálová sbírka. V roce 2017 se vybralo v celých Hranicích více než 200 000 korun.